# Thestius (bướm)
Thestius là một chi bướm ngày thuộc họ Lycaenidae.

## Các loài
- Thestius feminalis
- Thestius meridionalis
- Thestius philanthus
- Thestius pholeus